# چپ‌سندی
چپ‌سندی (به انگلیسی: Chap Sandi) یک منطقهٔ مسکونی در پاکستان است که در پنجاب واقع شده‌است.